# سوزان بي. لاندو
سوزان بي. لاندو (بالإنجليزية: Susan B. Landau)‏ هي مصورة ومنتجة أفلام أمريكية، ولدت في 31 مارس 1952 في بروكلين في الولايات المتحدة، وتوفيت في 31 مايو 2017 في لوس أنجلوس في الولايات المتحدة.

## وصلات خارجية
- سوزان بي. لاندو على موقع IMDb (الإنجليزية)
- سوزان بي. لاندو على موقع قاعدة بيانات الفيلم (الإنجليزية)